# 독수리 요새 (영화)
《독수리 요새》(Where Eagles Dare)는 1968년 작 메트로컬러 제2차 세계 대전 액션 영화이다. 미국에서 제작되었으며 브라이언 G. 허턴이 감독하였다. 이 영화는 메트로 골드윈 메이어가 배급하였고 파나비전이 촬영하였으며 오스트리아와 독일 바이에른주에서 촬영되었다. 앨리스터 매클레인이 각본을 작성하고 동명의 소설을 썼다. 둘 다 상업적인 성공을 거두었다. 당대 최고의 영화 제작자들이 참여한 이 영화는 현재 고전으로 간주된다.

## 줄거리
1943년 말 겨울. 서부 전선 최고 계획자 조지 카너비 준장이 독일군에게 붙들려 알프스 정상의 요새에 갇히자 7명의 SOE(Special Operations Executive) 연합군 코만도들이 독일 국방군 산악부대로 위장하고 낙하산을 타고 내려 카너비 준장을 구출하기로 한다. 그러나 잡혀있던 카너비 준장은 준장 본인이 아니라 그의 대역인 한 상등병이었고, 작전을 이끄는 존 스미스 대령은 이를 미리 알고 있었다. 이 작전의 진짜 목표는 영국 내 독일 요원 명단을 알아내는 것. 작전은 성공하고, 독일 간첩으로 밝혀진 터너 대령은 불명예를 피해 수송기에서 뛰어내려 자살한다.

## 출연
- 리처드 버턴 - 존 스미스 대령 (영국 육군 공병대; Royal Engineers) 역
- 클린트 이스트우드 - 모리스 셰이퍼 중위 (미국 육군 레인저) 역
- 메리 유어 - 메리 엘리슨 (영국 요원) 역
- 패트릭 와이마크 - 와이엇 터너 대령 (영) 역
- 마이클 호던 - 롤런드 해군 중장 (영국 비밀정보부) 역
- 도널드 휴스턴 - 올라프 크리스천슨 (영) 역
- 피터 바크워스 - 테드 버클리 대위 (영) 역
- 윌리엄 스콰이어 - 리 토머스 대위 (영) 역
- 로버트 비티 - 조지 카너비 준장 (미국 육군) 역
- 잉그리드 피트 - 하이디 슈미트 (연락책) 역
- 브룩 윌리엄스 - 해러드 상사 (영) 역
- 닐 매카시 - 족 맥퍼슨 상사 (영) 역
- 안톤 디프링 - 파울 크라머 대령 (슈츠슈타펠 연대지도자) 역
- 페르디 마이네 - 율리우스 로제마이어 장군 (산악부대; Gebirgstruppe)  역
- 데런 네즈빗 - 폰 하펜 소령 (게슈타포, 돌격대지도자, 무장친위대) 역

## 제작진
- 제작부 감독: 테드 로이드
- 조감독: 콜린 M. 브루어
- 미술: 피터 멀린스

## 사운드트랙
| #   | 제목                                                  | 재생 시간 |
| --- | ----------------------------------------------------- | --------- |
| 1.  | 〈Main Title〉                                        |           |
| 2.  | 〈Before Jump/Death of Harrod〉                       |           |
| 3.  | 〈Mary and Smith Meet/Sting on Castle/Parade Ground〉 |           |
| 4.  | 〈Preparation in Luggage Office/Fight in Car〉        |           |
| 5.  | 〈The Booby Trap〉                                    |           |
| 6.  | 〈Ascent on the Cable Car〉                           |           |
| 7.  | 〈Death of Radio Engineer and Helicopter Pilot〉      |           |
| 8.  | 〈Checking on Smith/Names in Notebook〉               |           |
| 9.  | 〈Smith Triumphs Over Nazis〉                         |           |
| 10. | 〈Intermission Playout〉                              |           |
| 11. | 〈Entr'Acte〉                                         |           |
| 12. | 〈Encounter in the Castle〉                           |           |
| 13. | 〈Journey Through the Castle Part 1〉                 |           |
| 14. | 〈Journey Through the Castle Part 2〉                 |           |
| 15. | 〈Descent and Fight on the Cable Car〉                |           |
| 16. | 〈Escape from the Cable Car〉                         |           |
| 17. | 〈Chase, Part 1 and 2〉                               |           |
| 18. | 〈The Chase in the Airfield〉                         |           |
| 19. | 〈The Real Traitor〉                                  |           |
| 20. | 〈End Playout〉                                       |           |

## 한국판 성우진 (KBS, 1986년 8월 9일)
- 유강진 - 스미스 대령(리처드 버턴)
- 송두석 - 셰이퍼 중위(클린트 이스트우드)
- 임종국
- 장건일
- 이경자
- 온영삼
- 이종성
- 임수아
- 김정경
- 탁원제
- 김정호
- 최옥희
- 백진
- 장광
- 유해무